# Рашильд
Рашильд (фр. Rachilde, урождённая Маргарита Эмери, фр. Marguerite Eymery, в замужестве — г-жа Альфред Валетт, 11 февраля 1860, Перигё — 4 апреля 1953, Париж) — французская писательница и драматург, хозяйка литературного салона.

## Биография и творчество
Родилась в Шато-Л'Эвек (фр.) Перигё в департаменте Дордонь, регион Аквитания. Дочь военного. Отец был всегда ею недоволен (он хотел сына). Маргарита испытывала тесную привязанность к матери и ревновала её к отцу. В библиотеке деда открыла для себя романы Сада. Писать начала в 16 лет, в то же время взяла псевдоним Рашильд (Rachilde). Публиковалась под именами Жан де Чайлр и Жан де Чибр (Jean de Childra et Jean de Chibra). Как смелая молодая женщина со страстью к писательству, она пишет письмо своему кумиру Виктору Гюго и получает в ответ ободряющие слова. Это вызвало у неё желание переехать в столицу и стать частью там литературного сообщества.
В 1878 году, против воли отца, взяв мать в качестве компаньонки, переехала в Париж, начала самостоятельную литературную жизнь. Двоюродная сестра Рашильд, Мария де Саверни, знакомит её с актрисой Сарой Бернар, известной своей эксцентричностью и свободным нравом. Бернар использует свои связи, чтобы помочь Рашильд с удачным началом её карьеры. Каждый вторник в доме Рашильд устраивается литературный салон, который быстро становится местом сбора молодых писателей-нонконформистов и их друзей, и писательница оказывается в центре символических и декадентских движений.
В 1884 году эротико-символический роман Рашильд «Господин Венера» (Monsieur Vénus, англ.) получает настолько скандальную известность, что в Бельгии писательницу заочно приговаривают к двум годам тюремного заключения.
Её дальнейшие романы продолжают исследовать гендерную идентичность и отношения доминирования и подчинения. Типичным для декадентского движения образом, описывая сексуальные эксперименты и используя чувственные переживания для объяснения того, что не может быть передано через слова, Рашильд подвергает сомнению понятия действительности, правды и нормальности, которые были приняты в натуралистическом искусстве. Роман «Жонглер»             (Jongleuse 1900) часто считается наиболее полным и утонченным романом Рашильд, посвященным этим темам. В нём она использует эротизм и жестокие образы, чтобы подорвать традиционные сексуальные роли и одновременно высмеивать «новую женщину», феминистский идеал своего времени.
Рашильд очень интересовали вопросы гендерной идентичности. Она долгое время носила мужскую прическу и в 1885 году запрашивает в полицейском управлении и получает разрешение на ношение мужского платья.  В 1928 году Рашильд публикует монографию: «Почему я не феминистка?» (Pourquoi je ne suis pas féministe), в которой делает известное утверждение: «Я никогда не доверяла женщинам, так как неизменная женственность предала меня в области материнства». Работа была отмечена за откровенность, лежащую в основе вопросов пола, сексуальности и идентичности.
В 1889 году она вышла замуж за писателя, руководителя символистского журнала и издательства Mercure de France Альфреда Валетта, оказывала большое влияние на литературную и театральную жизнь Парижа конца века. Её драмы ставили Люнье-По и другие режиссёры, близкие к символизму. Морис Баррес называл её «мадемуазель Бодлер».
Маргарита Эмери умерла всеми забытой 4 апреля 1953 года, в возрасте 93 лет.

## Литературный салон

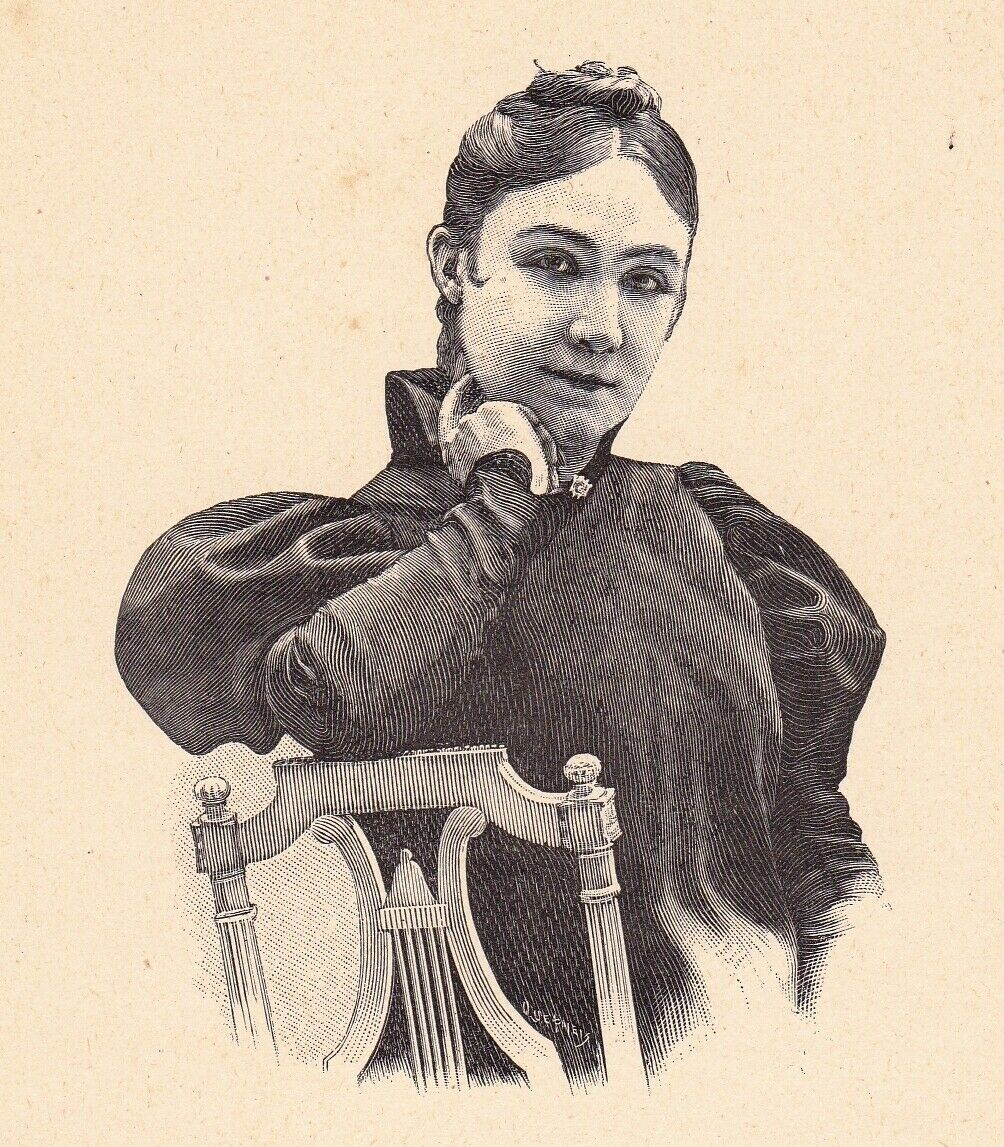
Рашильд в 1899 году

В салоне Рашильд, среди других, бывали:
- Аполлинер
- Натали Барни
- Морис Баррес
- Леон Блуа
- Поль Верлен
- Эмиль Верхарн
- Реми де Гурмон
- Гюисманс
- Альфред Жарри
- Андре Жид
- Берта де Курьер
- Жан Лоррен
- Пьер Луис
- Стефан Малларме
- Жюль Ренар
- Оскар Уайльд, многие исследователи считают, что «Le Secret de Raoul», роман, который оказывает отравляющее влияние на Дориана Грея, назван в честь главного героя романа «Господин Венера» Рауля де Венеранда[8].
- Камиль Фламмарион
- Марсель Швоб

## Рашильд в России
Её пьесу Продавец солнца перевёл А. Ремизов (1904). Заинтересованную рецензию на перевод её романа Подпочвенные воды опубликовал А. Блок (1905), который увидел в нём нечто среднее «между „социальным романом“ и мистико-психологическим трактатом». Несколько рассказов Рашильд перевёл М. Кузмин (журнал «Аполлон», 1909).

## Публикации на русском языке
- Подпочвенные воды. Роман. СПб: Изд-во т-ва Вольф, 1905
- Башня любви. Роман. М., 1912
- Голос крови. Мадам смерть [пьесы]. Из книги «Альфред Жарри, или Сверхмужчина изящной словесности» [мемуары]// Французский символизм. Драматургия и театр. СПб: Гуманитарная академия; Гиперион, 2000, с.77-85, 86-110, 229—231